# Pražen krompir
Pražen krompir je kuhan krompir, ki se praži na maščobi, ki se ji lahko doda čebula ali druga zelenjava. V Sloveniji obstajajo društva, ki se zavzemajo, da bi pražen krompir postal samostojna jed.